# Callirrhoe (satelit)
Callirrhoe ( /ka.li'ro.e/ ; greacă: Καλλιρρόη ), cunoscut și sub numele de Jupiter XVII, este unul dintre sateliții naturali exteriori ai lui Jupiter. Este un satelit neregulat care orbitează într-o direcție retrogradă. Callirrhoe a fost fotografiat de Spacewatch la Kitt Peak National Observatory din 6 octombrie până în 4 noiembrie 1999, și a fost desemnat inițial ca asteroid 1999 UX18.  A fost descoperit că se află pe orbită în jurul lui Jupiter de către Tim Spahr pe 18 iulie 2000 și apoi a primit denumirea S/1999 J 1.  A fost al 17-lea satelit confirmat al lui Jupiter. 

## Nume

Trei imagini suprapuse luate de VLT în iulie 2000, care arată mișcarea lui Callirrhoe în raport cu stelele de fundal

A fost numit în octombrie 2002 după Callirrhoe, fiica zeului râurilor Achelous, una dintre numeroasele iubitoare ale lui Zeus (Jupiter). 

## Caracteristici
Callirrhoe are o magnitudine aparentă de 20,7,  făcându-l chiar mai slab decât planeta pitică Eris la magnitudinea 18,7.  Jupiter este de aproximativ 2,5 miliarde de ori mai strălucitor decât Callirrhoe. 
Callirrhoe are aproximativ 9,6 kilometri în diametru, și orbitează în jurul lui Jupiter la o distanță medie de 24,1 milioane de kilometri în 747,09 zile, la o înclinație de 141° față de ecliptică (140° față de ecuatorul lui Jupiter) cu o excentricitate de 0,28. Acest obiect a fost probabil capturat cu mult timp în urmă de pe o orbită heliocentrică, iar influența gravitațională a Soarelui face ca această orbită să fie extrem de neregulată. 
Aparține grupului Pasiphae, sateliți retrograzi neregulați care orbitează în jurul lui Jupiter la distanțe cuprinse între 22,8 și 24,1 milioane de kilometri și cu înclinații cuprinse între 144,5° și 158,3°.Cu toate acestea, în timp ce Pasiphae este gri (B−V=0,74, V−R=0,38, V−I=0,74), Callirrhoe este roșu deschis (B−V=0,72, V−R=0,50, V−I=1,02 ) și mai asemănător cu Megaclite.

## Explorare

Callirrhoe fotografiat de instrumentul LORRI de la bordul New Horizons

Ca exercițiu de navigare, nava spațială New Horizons l-a fotografiat pe Callirrhoe pe 10 ianuarie 2007. 